# Yatenga
Yatenga är en provins i Burkina Faso.   Den ligger i regionen Nord, i den centrala delen av landet, 170 km nordväst om huvudstaden Ouagadougou. Antalet invånare är 483 491.
Följande samhällen finns i Yatenga:
- Ouahigouya
- Siguinoguin
- Douma
- Tallé